# Кроче ди Казале (Асколи Пичено)
Кроче ди Казале (итал. Croce di Casale) насеље је у Италији у округу Асколи Пичено, региону Марке.
Према процени из 2011. у насељу је живело 19 становника. Насеље се налази на надморској висини од 715 м.